# 東北農政局
東北農政局（とうほくのうせいきょく）は、宮城県仙台市にある農林水産省の地方支分部局で、青森県、岩手県、宮城県、秋田県、山形県、福島県の東北6県を管轄している。

## 組織
令和7年4月1日現在（仙台市青葉区本町 仙台合同庁舎）
- 東北農政局長
  - 次長
    - 持続的食料システム戦略推進官
    - 輸出対策推進官
    - 地方参事官
    - 企画調整室
    - 総務部
      - 総務課
      - 会計課

    - 消費・安全部
      - 消費生活課
      - 米穀流通・食品表示監視課
      - 農産安全管理課
      - 畜水産安全管理課

    - 生産部
      - 生産振興課
      - 業務管理課
      - 園芸特産課
      - 畜産課
      - 環境・技術課

    - 経営・事業支援部
      - 担い手育成課
      - 輸出促進課
      - 食品企業課
      - 農地政策推進課
      - 経営支援課

    - 農村振興部
      - 設計課
      - 農村計画課
      - 都市農村交流課
      - 土地改良管理課
      - 農村環境課
      - 事業計画課
      - 用地課
      - 水利整備課
      - 農地整備課
      - 地域整備課
      - 防災課

    - 統計部
      - 調整課
      - 統計企画課
      - 経営・構造統計課
      - 生産流通消費統計課

## 出先機関
| 拠点       | 拠点       | 所在地                                          |
| ---------- | ---------- | ----------------------------------------------- |
| 青森県拠点 | 青森県拠点 | 青森市長島一丁目3番25号（青森法務総合庁舎）     |
| 岩手県拠点 | 橋市庁舎   | 盛岡市盛岡駅前北通1番10号（橋市盛岡ビル5階）    |
| 岩手県拠点 | 愛宕庁舎   | 盛岡市愛宕町13番33号                            |
| 宮城県拠点 | 宮城県拠点 | 仙台市青葉区本町三丁目3番1号（仙台合同庁舎A棟） |
| 秋田県拠点 | 秋田県拠点 | 秋田市山王七丁目1番5号                          |
| 山形県拠点 | 山形県拠点 | 山形市松波一丁目3番7号                          |
| 福島県拠点 | 福島県拠点 | 福島市南中央3-36（福島県土地改良会館3階）       |
|            | 震災復興室 | 双葉郡富岡町中央三丁目6番地                     |

## 管内事業所
| 青森県拠点・事務所等         | 青森県拠点・事務所等                                         | 所在地                                                |
| ---------------------------- | ------------------------------------------------------------ | ----------------------------------------------------- |
| 津軽土地改良建設事務所       | 津軽土地改良建設事務所                                       | 黒石市追子野木3-145-1                                 |
|                              | 津軽北部二期農業水利事業建設所                               | 北津軽郡中泊町大字中里字亀山225-1（津軽中里駅内）     |
| 十三湖農地防災事業建設所     | 五所川原市大字唐笠柳字藤巻507-10                             |                                                       |
| 北奥羽土地改良調査管理事務所 | 北奥羽土地改良調査管理事務所                                 | 弘前市大字新寺町149番2号                              |
| 岩手県拠点・事務所等         | 岩手県拠点・事務所等                                         | 所在地                                                |
| 北上土地改良調査管理事務所   | 北上土地改良調査管理事務所                                   | 盛岡市内丸7番25号（盛岡合同庁舎）                     |
|                              | 宮城支所                                                     | 大崎市古川中里6-7-10（古川合同庁舎3階）               |
| 旧迫川支所                   | 遠田郡涌谷町字柳町26-1（浅貞中央ビル2階）                    |                                                       |
| 和賀中央農業水利事業所       | 和賀中央農業水利事業所                                       | 北上市鍛冶町1-11-58                                   |
|                              | 豊沢川農業水利事業建設所                                     | 花巻市下北万丁目197-3                                 |
| 岩手山麓農業水利事業所       | 岩手山麓農業水利事業所                                       | 滝沢市篠木待場80                                      |
| 山王海葛丸農業水利事業所     | 山王海葛丸農業水利事業所                                     | 紫波郡紫波町桜町字才土地70-3                          |
| 宮城県拠点・事務所等         | 宮城県拠点・事務所等                                         | 所在地                                                |
| 土地改良技術事務所           | 土地改良技術事務所                                           | 仙台市宮城野区幸町三丁目14番1号                       |
| 河南二期農業水利事業所       | 河南二期農業水利事業所                                       | 石巻市泉町4-1-18（石巻合同庁舎3階）                   |
| 秋田県拠点・事務所等         | 秋田県拠点・事務所等                                         | 所在地                                                |
| 西奥羽土地改良調査管理事務所 | 西奥羽土地改良調査管理事務所                                 | 秋田市山王7丁目1番3号（秋田合同庁舎）                 |
|                              | 最上川支所                                                   | 山形市飯沢62-2（最上川中流土地改良会館内）            |
| 平鹿平野農業水利事業所       | 平鹿平野農業水利事業所                                       | 横手市大屋新町字大平99番39号                          |
|                              | 成瀬皆瀬農業水利事業建設所                                   | 横手市平鹿町浅舞字蒋沼315番1                          |
| 旭川農業水利事業所           | 旭川農業水利事業所                                           | 横手市本町2番9号（横手法務合同庁舎1階）               |
| 八郎潟農業水利事業所         | 八郎潟農業水利事業所                                         | 南秋田郡大潟村東1-1（旧秋田県農業研修センター2階）    |
| 山形県拠点・事務所等         | 山形県拠点・事務所等                                         | 所在地                                                |
| 最上川下流左岸農業水利事業所 | 最上川下流左岸農業水利事業所                                 | 東田川郡庄内町余目字上梵天塚15（最上川土地改良区1階） |
| 福島県拠点・事務所等         | 福島県拠点・事務所等                                         | 所在地                                                |
| 阿武隈土地改良調査管理事務所 | 阿武隈土地改良調査管理事務所                                 | 福島市笹谷字稲場38番7号                               |
|                              | 羽鳥ダム管理所                                               | 岩瀬郡天栄村大字羽鳥字水上5-1                         |
| 角田支所                     | 角田市角田字中島下458（あぶくま川水系角田地区土地改良区2階） |                                                       |
| 会津南部農業水利事業所       | 会津南部農業水利事業所                                       | 会津若松市追手町6番11号（会津若松合同庁舎）           |
|                              | 会津北部農業水利事業建設所                                   | 喜多方市字西四ツ谷295番地（中央ビル2階）              |